# Gli innocenti pagano
Gli innocenti pagano è un film del 1952 diretto da Luigi Capuano.

## Trama
Tornato dalla guerra dopo anni di prigionia, Stefano Rella ha trovato vuota la sua casa: il suocero infatti lo informa che, durante la sua assenza, la sua adorata bambina è morta per una brutta malattia mentre sua moglie se n'è andata con un altro uomo. Rifiutando propositi di vendetta nei confronti della moglie che lo ha abbandonato, L'uomo inizia a girovagare da un paese all'altro; in uno dei suoi viaggi, Stefano riesce a ritrovare la fidanzata di un suo compagno d'armi deceduto, Adriana Sereni. La giovane donna è reduce da una sfortunata relazione clandestina con un proprietario terriero, Massimo Artesi, da cui è nata una bambina, Ada. Massimo, trovandosi in gravi difficoltà economiche, ha però in seguito abbandonato Adriana e sposato una giovane e ricca ereditiera, Elena, impossibilitata ad avere figli in maniera naturale. L'uomo comunque provvede al sostentamento di Adriana e sua figlia, che però costringe a vivere di fatto recluse in casa, facendole sorvegliare dal suo fattore, Giovanni. Questi, invaghitosi di Adriana, inizia a corteggiarla insistentemente, ma viene prontamente e fermamente respinto dalla donna. Stefano, che sente un grande affetto per Adriana ed Ada, entra al servizio di Massimo, come addestratore dei suoi cani da caccia. Tra Artesi, che vorrebbe prendersi Ada per crescerla assieme alla moglie Elena ed allontanarla per sempre da Adriana, Stefano e Giovanni i rapporti si fanno sempre più difficili e tesi. Durante una partita di caccia, Giovanni cerca di uccidere Stefano, ma colpisce mortalmente Massimo sotto gli occhi terrorizzati ed atterriti della piccola Ada. Stefano, che nel frattempo ha saputo dal suocero di essere rimasto vedovo, sposerà Adriana, che ricambia il suo amore, adottando Ada, che troverà in lui un secondo padre ed insieme si trasferiscono al casolare del suocero di Stefano, che accoglie la donna e la sua bambina come la figlia e la nipote che il destino gli aveva crudelmente sottratto.

## Produzione
Il film è ascrivibile al genere melodrammatico-sentimentale, detto comunemente strappalacrime, molto in voga in quel periodo tra il pubblico italiano (poi ribattezzato dalla critica con il termine neorealismo d'appendice).

### Luoghi delle riprese
Alcune scene furono girate nei dintorni del lago di Falciano.

## Distribuzione
Il film venne distribuito nel circuito cinematografico italiano il 28 aprile del 1952.
Venne in seguito distribuito anche nei mercati anglofoni con il titolo What Price Innocence?.